# Umowa międzynarodowa
Umowa międzynarodowa – najważniejszy instrument regulujący stosunki międzynarodowe i jedno z dwóch niekwestionowanych źródeł prawa międzynarodowego.
Za umowę międzynarodową uważa się zgodne oświadczenie woli (porozumienie) co najmniej dwóch podmiotów prawa międzynarodowego (przede wszystkim: państw lub organizacji międzynarodowych, ale także np. Stolicy Apostolskiej) regulowane przez prawo międzynarodowe i wywołujące skutki w sferze prawa międzynarodowego, niezależnie od tego, czy jest ujęte w jednym czy w większej liczbie dokumentów, i bez względu na jego nazwę.
Nazwa „umowa międzynarodowa” jest kategorią najbardziej ogólną. Często jej synonimem jest „traktat”, choć niektórzy tę nazwę rezerwują dla umów o wyższej randze, z reguły wymagających ratyfikacji. Stanisław Nahlik (profesor prawa międzynarodowego na Uniwersytecie Jagiellońskim) proponował, aby nazwą „traktat” obejmować umowy zawarte w formie pisemnej i to wyłącznie przez państwa, a nie przez inne podmioty prawa międzynarodowego.
Najczęściej umowy międzynarodowe dotyczą praw człowieka (Karta Narodów Zjednoczonych, Karta praw podstawowych Unii Europejskiej) i handlu (Transatlantyckie Partnerstwo w dziedzinie Handlu i Inwestycji, Partnerstwo Transpacyficzne).

## Podziały umów międzynarodowych
- kryterium – liczba stron:
  - umowy dwustronne (bilateralne) – np. Polsko-niemiecki traktat graniczny
  - umowy wielostronne (multilateralne) – np. Karta Narodów Zjednoczonych
- kryterium – sposób przystępowania:
  - umowy otwarte – każde państwo może przystąpić (np. protokół genewski[1], pakt Brianda-Kellogga[2])
  - umowy warunkowo otwarte (półotwarte) – może przystąpić nowe państwo po spełnieniu określonych warunków[3][4][5]
  - umowy zamknięte – nowe państwo może przystąpić jedynie za zgodą wszystkich dotychczasowych stron umowy. Umowami zamkniętymi są, na przykład, traktat z Maastricht, Traktat północnoatlantycki
- kryterium – forma zawarcia:
  - umowy pisemne – w tej formie zawierana jest zdecydowana większość umów
  - umowy ustne – są ważne i wiążą strony umowy, ale może zaistnieć problem w udowodnieniu ich treści
- kryterium – procedura zawarcia:
  - umowy zawarte w trybie prostym – do związania się umową wystarczy jej podpisanie
  - umowy zawarte w trybie złożonym – do związania się umową potrzebne są dwa kolejne kroki:
    1. podpisanie umowy
    2. ratyfikacja, zatwierdzenie lub przyjęcie umowy.

## Budowa umowy międzynarodowej
I. tytuł umowy – nazwa (konwencja, pakt), strony (przy umowach dwustronnych, gdy znane są podmioty zawierające umowę międzynarodową; przy umowach wielostronnych – nie), przedmiot umowy
II. preambuła (uroczysty wstęp)
a) inwokacja – w umowach zawieranych przez państwa muzułmańskie; w Europie pomija się inwokacje poza umowami zawieranymi ze Stolicą Apostolską
b) intytulacja – nazwanie organów, wymienienie stron
c) arenga – przyczyny, które skłoniły państwa do podpisania umowy
d) narracja – opis czynności, które doprowadziły do zawarcia umowy, np. podczas spotkań postanowiono o zawarciu umowy
e) komparycja – ewentualna wzmianka o wyznaczeniu pełnomocników
III. stwierdzenie uzgodnienia tekstu umowy („Państwa-Strony niniejszej konwencji, (...) uzgodniły, co następuje:”)
IV. dyspozycja
a) część materialnoprawna – meritum sprawy, konkretne zagadnienia; najczęściej spotykane klauzule (typowe elementy, zawsze w tym samym brzmieniu):
1. o trybie rozstrzygania sporów – klauzula sądowa, arbitrażowa
2. wzajemności – tylko sfera ochrony praw człowieka nie opiera się na zasadzie wzajemności – wszystkie inne sfery wymagają jej
3. klauzula najwyższego uprzywilejowania (KNU) – w obrocie gospodarczym, nikogo nie uprzywilejowuje, tylko zabezpiecza przed dyskryminacją („nie będziemy traktować was gorzej niż kogokolwiek innego”); odniesienie sytuacji podmiotu do wszystkich innych kontrahentów
wyjątki od KNU: w szczególnych sytuacjach korzyści lub przywileje przyznawane jakiemuś państwu lub obszarowi nie muszą być przenoszone na inne państwa korzystające z KNU. Umożliwiają więc one traktowanie preferencyjne jakiegoś państwa czy grupy państw we wszystkich czy niektórych dziedzinach obrotu. Uznawanymi powszechnie wyjątkami są:
– tzw. mały ruch graniczny między państwami sąsiednimi (różne ulgi przyznawane w tym ruchu nie muszą być przenoszone na handel z innymi państwami)
– handel z własnymi koloniami i posiadłościami
– szczególne sytuacje prawne, polityczne czy uświęcone tradycją (np. brytyjskie preferencje imperialne, preferencje celne w ramach Unii Francuskiej)
– unia celna (państwa, które tworzą unię celną i znoszą w jej ramach cła nie przenoszą tych ulg na państwa trzecie)
– handel z krajami rozwijającymi się (ten ostatni wyjątek zastępuje dawne wyjątki stosowane w odniesieniu do kolonii i krajów zależnych).
4. klauzula narodowa – najkorzystniejszy przepis zapewniający kontrahentowi takie uprawnienia, jakie mają obywatele drugiej strony umowy (bez praw politycznych) → rzadko spotykana, dowód zaufania w stosunkach
b) część formalnoprawna – postanowienia końcowe, sposób przestrzegania zobowiązań; typowe klauzule:
1. informacja o sposobie wejścia umowy w życie (w razie złożonej procedury): klauzula o ratyfikacji (specjalna formuła ratyfikacyjna) albo klauzula o zatwierdzeniu lub o zróżnicowanym przyjęciu (gdy procedura jest złożona, ale nie sprecyzowano czy wymagana jest ratyfikacja czy zatwierdzenie; „spełniwszy wymogi konstytucyjne”)
2. termin wejścia umowy w życie
3. klauzula o prowizorycznym stosowaniu (przy procedurze złożonej, po podpisaniu, a przed wejściem w życie umowa będzie stosowana)
4. klauzula o retroaktywności (umowa będzie stosowana nawet przed podpisaniem umowy, przedsięwzięcia podjęte wcześniej są objęte umową)
5. czas obowiązywania umowy międzynarodowej
– przy umowach terminowych – klauzula prolongacyjna, przedłużenie tymczasowości: gdy umowa się sprawdziła, a przed upływem terminu żadna ze stron jej nie wypowiedziała – automatyczne przedłużenie na ten sam okres)
– przy umowach bezterminowych – klauzula denuncjacyjna: możliwość wypowiedzenia umowy
6. klauzula derogacyjna – uchylająca umowę lub pojedyncze przepisy, np. przy zawieraniu nowej umowy dotyczącej tej samej sprawy
V. ew. korroboracja – uroczyste wzmocnienie tekstu
VI. miejsce i data zawarcia umowy, wyznaczenie depozytariusza, języki autentyczne – w umowach dwustronnych czasem wprowadza się trzeci język autentyczny jako język rozstrzygający w wypadku wątpliwości
VII. podpisy i pieczęcie
a) reguła alternatu – jako pierwsze są podpisy strony, dla której przeznaczony jest egzemplarz umowy (przy umowach dwustronnych rozróżnienie już od tytułu)
b) reguła alfabetyczna – przy umowach wielostronnych, wymienianie stron w porządku alfabetycznym (w danym języku)
c) reguła pêle-mêle – podpisywania w dowolnej kolejności
Przy podpisywaniu możliwe są zastrzeżenia, chyba że: a) zastrzeżenie to jest zakazane przez traktat; b) traktat postanawia, że mogą być składane tylko określone zastrzeżenia, a dane zastrzeżenie do nich nie należy, lub c) chodzi o przypadki nie objęte literami a) i b), a zastrzeżenie jest niezgodne z przedmiotem i celem traktatu. (art. 19 Konwencji wiedeńskiej).
Organizacja Narodów Zjednoczonych wymaga od swych członków powiadamiania jej o wszelkich zawartych umowach.

## Nieważność umowy międzynarodowej
Zgodnie z Konwencją wiedeńską o prawie traktatów z 1969, przesłanki (przyczyny) nieważności umów międzynarodowych można podzielić na trzy grupy:
I. związane z naruszeniem prawa wewnętrznego kontrahentów dotyczącego zawierania umów – konwencja dopuszcza powołanie się na tę okoliczność wyłącznie w sytuacji, gdy pogwałcona norma prawa wewnętrznego ma zasadnicze znaczenie, zaś pogwałcenie było oczywiste, tj. obiektywnie widoczne dla każdego państwa postępującego w danej sprawie zgodnie ze zwyczajną praktyką i w dobrej wierze.
II. związane z wadami oświadczenia woli:
a) przekroczenie przez przedstawiciela państwa jego upoważnienie do wyrażenia zgody – przy czym na przesłankę tę można się powoływać tylko gdy ograniczenia upoważnienia były podane do wiadomości pozostałym państwom przed wyrażeniem zgody
b) błąd – jeżeli dotyczy faktu lub sytuacji, która istniała w czasie zawierania umowy i stanowiła istotną podstawę zgody państwa na zawarcie umowy. Nie może się na tę przesłankę powoływać państwo, które swoim postępowaniem przyczyniło się do powstania błędu lub okoliczności były takie, że powinno się liczyć z możliwością jego zaistnienia.
c) podstęp – przez co należy rozumieć umyślne wprowadzenie w błąd ze strony innego państwa negocjującego
d) przekupstwo
e) przymus wobec państwa – chodzi tu wyłącznie o przymus polegający na groźbie lub użyciu siły. Nie dotyczy to jednak traktatów pokoju narzucanych państwu, które dopuściło się agresji, a następnie zostało pokonane. Pewne kontrowersje budzi kwestia użycia przymusu ekonomicznego, ale przeważa stanowisko, iż on także nie mieści się w tym pojęciu.
III. związane ze sprzecznością z normą ius cogens – nieważna jest umowa, która w chwili zawarcia jest niezgodna z bezwzględnie obowiązującą normą powszechnego prawa międzynarodowego (czyli normą ius cogens).

## Wygaśnięcie umowy
Wygaśnięcie umowy może nastąpić:
I. z przyczyn przewidzianych w samej umowie:
a) upływ czasu, na jaki umowa została zawarta – przy czym umowa może zawierać klauzulę prolongacyjną, co oznacza, że jeśli w określonym czasie przed upływem czasu obowiązywania umowy nikt jej nie wypowie, czas obowiązywania ulega automatycznemu przedłużeniu
b) spełnienie się warunku rozwiązującego
c) wypowiedzenie umowy zgodnie z jej postanowieniami – większość umów posiada klauzule dotyczące wypowiedzenia. Inne jej nie posiadają, ale takiej możliwości można domniemywać z intencji stron (za taką umowę uważa się np. Kartę Narodów Zjednoczonych). Są wreszcie umowy niepodlegające wypowiedzeniu – przede wszystkim traktaty pokoju i umowy graniczne. Zazwyczaj umowa przewiduje okres wypowiedzenia, po którego upływie przestaje obowiązywać. Umowa dwustronna wygasa po wypowiedzeniu jej przez jedną ze stron. Umowa wielostronna przestaje obowiązywać tylko w odniesieniu do strony wypowiadającej, chyba że liczba stron spadnie poniżej określonego w umowie minimum.
II. z przyczyn nieprzewidzianych w samej umowie:
a) uchylenie za zgodną wolą stron – może być dokonane w każdym czasie i bez żadnego uzasadnienia. Uchylenie może mieć formą zarówno osobnego aktu (-ów), jak i klauzuli uchylającej w nowej umowie między tymi samymi kontrahentami, regulującej ten sam obszar stosunków
b) utrata podmiotowości przez jedną ze stron – sama utrata jest dość łatwa do obiektywnego stwierdzenia, ale w takiej sytuacji dochodzą znacznie bardziej skomplikowane kwestie sukcesji
c) jednostronne uznanie umowy za wygasłą z powodu zaistnienia wyjątkowych okoliczności:
1. pogwałcenie umowy przez drugą stronę – pogwałcenie musi być istotne, a uznanie umowy za wygasłą należy poprzedzić próbami skłonienia kontrahenta do jej przestrzegania
2. powstanie sytuacji uniemożliwiającej wykonanie umowy – chodzi przede wszystkim o trwałe zniknięcie lub zniszczenie przedmiotu niezbędnego do wykonania umowy. Strona nie może jednak powołać się na tę przesłankę, jeśli sama doprowadziła do trwałego zaginięcia lub zniszczenia.
3. zasadnicza zmiana okoliczności (rebus sic stantibus), przy czym zgodnie z art. 62 konwencji równocześnie muszą być spełnione następujące warunki:
– zmiana musi być „zasadnicza”
– nie była przewidywana przez strony
– istnienie okoliczności, które uległy zmianie, stanowiło istotną podstawę zgody stron na związanie się umową
– skutkiem zmiany jest radykalne przekształcenie zakresu obowiązków, jakie na podstawie umowy pozostają jeszcze do wypełnienia
III. z powodu powstania nowej normy ius cogens, stojącej w sprzeczności z treścią umowy.

## Konwalidacja umowy międzynarodowej
Pojęcie konwalidacji wiąże się z kwestią ważności umowy międzynarodowej.
Jeżeli nieważność umowy ma charakter względny (jak w przypadkach wynikających z art. 46 - 50 konwencji wiedeńskiej o prawie traktatów z 1969), takich jak przekroczenie kompetencji, błąd, oszustwo czy przekupstwo, dla unieważnienia umowy niezbędna jest notyfikacja państwa-strony, które uważa, że zaistniała w odniesieniu do niego jedna z przesłanek nieważności. Taką notyfikację należy przekazać wszystkim innym stronom za pośrednictwem depozytariusza. Notyfikacja powinna wskazywać środki, jakie notyfikujący proponuje podjąć w sprawie umowy wraz z ich uzasadnieniem. Następnie strony mają 3 miesiące na wyrażenie sprzeciwu. Przy braku sprzeciwu, po 3 miesiącach strona notyfikująca może podjąć proponowane przez siebie środki (które także musi notyfikować) w tym ogłoszenie wygaśnięcia umowy, wycofania się z niej lub zawieszenia działania (art. 65 - 68). Wniesiony w terminie sprzeciw powoduje, że strony powinny szukać rozwiązania wedle artykułu 33 Karty Narodów Zjednoczonych. Jeśli w ciągu 12 miesięcy od dnia wniesienia sprzeciwu nie osiągnięto żadnego rozwiązania każda ze stron sporu dotyczącego imperatywnych norm powszechnego prawa międzynarodowego może przedłożyć go do rozstrzygnięcia Międzynarodowemu Trybunałowi Sprawiedliwości, chyba że strony, za wspólnym porozumieniem, poddadzą spór pojednawstwu. Każda ze stron sporu dotyczącego zastosowania lub interpretacji któregokolwiek z pozostałych artykułów Konwencji może wszcząć procedurę przewidzianą w załączniku do Konwencji przez wniesienie odpowiedniego żądania do Sekretarza Generalnego Organizacji Narodów Zjednoczonych, przedkładającemu spór komisji pojednawczej złożonej z wykwalifikowanych prawników.  Każda ze stron sporu wyznacza po 2 członków, z których najwyżej 1 może mieć jej obywatelstwo, 4 mianowani pojednawcy (ang. conciliators) w ciągu 60 dni wybierają spoza swego grona przewodniczącego mającego te same kwalifikacje, przy braku zgody wyznacza go Sekretarz Generalny; sprawozdanie komisji, łącznie z wszelkimi zawartymi w nim wnioskami dotyczącymi faktów lub kwestii prawnych, nie jest wiążące dla stron i ma wyłącznie charakter zaleceń przedłożonych stronom do rozważenia w celu ułatwienia polubownego załatwienia sporu.
Jednak państwo może też (świadomie lub nie) konwalidować umowę, to znaczy zacząć wypełniać jej postanowienia mimo tego, że mogłoby domagać się stwierdzenia nieważności. Konwalidacja jest nieodwracalna, to znaczy państwo, które przez dłuższy czas wypełniało postanowienia umowy, nie może potem oświadczyć, że powinna ona być nieważna, nawet jeśli są ku temu powody.
Nie dotyczy to umów, których nieważność jest bezwzględna (uregulowana w art. 51 - 53 konwencji): 
- wymuszenie zgody na przedstawicielu państwa przez czyny lub groźby skierowane przeciwko niemu; 
- wymuszenie zgody na państwie przez groźbę lub użycie siły z pogwałceniem zasad prawa międzynarodowego, wyrażonych w  Karcie Narodów Zjednoczonych lub
- jeżeli w chwili zawarcia umowa jest sprzeczna z imperatywną normą powszechnego prawa 
międzynarodowego to znaczy normą przyjętą i uznaną przez międzynarodową społeczność państw jako całość za normę, od której żadne odstępstwo nie jest dozwolone i która może być zmieniona jedynie przez późniejszą normę powszechnego prawa międzynarodowego o tym samym charakterze. 
Umowy takie w zasadzie  w ogóle nie nabierają mocy i nikt nie jest nimi związany. Takich umów nie można konwalidować – jak sama nazwa wskazuje, są nieważne niezależnie od woli i praktyki państw (art. 69 i następne).